# Пожарные Чикаго (10-й сезон)
Десятый сезон американского драматического телесериала «Пожарные Чикаго» премьера которого состоялась на канале NBC 22 сентября 2021 года, заключительная серия сезона вышла 25 мая 2022 года. Сезон состоит из двадцати двух серий. В сезоне состоялся выход двухсотого эпизода телесериала.

## Сюжет
Сериал рассказывает о самой тяжёлой и опасной работе — пожарных, спасателей и парамедиков пожарной части № 51 в Чикаго. Несмотря на повседневные геройства мужчин и женщин, их огромная самоотдача приводит к личным потерям. Главный герой лейтенант Мэтью Кейси (Джесси Спенсер), прирождённый лидер и настоящий пожарный. Однако разрыв с любимой женщиной заставляет его взглянуть по-новому на многие вещи. Кроме этого, после гибели друга и коллеги Эндрю Дардена, Кейси постоянно находится в конфронтации с другим членом команды — спасателем, лейтенантом Келли Северайдом (Тейлор Кинни). Они обвиняют друг друга в смерти Дардена. Но впоследствии они смиряются с потерей друга и мирятся.

## В ролях

### Основной состав
- Джесси Спенсер - капитан Метью Кейси – машина 81. (1-5 эпизоды)
- Тейлор Кинни - лейтенант Келли Северайд – бригада спасателей 3.
- Кара Киллмер - главный фельдшер Сильви Бретт, скорая помощь 61.
- Дэвид Эйденберг - лейтенант Кристофер Херрманн – машина 51.
- Джо Миносо — пожарный / шофер Джо Круз - бригада спасателей 3.
- Кристиан Столт — пожарный Рэнди «Мауч» Макхолланд — машина 81.
- Миранда Рэй Мейо - пожарная Стелла Кидд, машина 81.
- Имонн Уокер — шеф Уоллес Боуден пожарной части 51.
- Дэниэл Кайри - пожарный Даррен Риттер, машина 81.
- Альберто Розенде - пожарный Блейк Галло, машина 81.
- Ханако Гринсмит - парамедик Вайолет Миками, скорая помощь 61.[1]

## Эпизоды
| № общий | № в сезоне | Название                                                         | Режиссёр        | Автор сценария                | Дата премьеры    | Произв. код | Зрители в США (млн) |
| --- | ---------- | ---------------------------------------------------------------- | --------------- | ----------------------------- | ---------------- | ----------- | ------------------- |
| 196 | 1          | «Сигнал бедствия» «Mayday»                                       | Реза Табризи    | Майкл Гилвари & Андреа Ньюман | 22 сентября 2021 | 1001        | 7.28                |
| 197 | 2          | «Количество голов» «Head Count»                                  | Мэтт Эрл Бисли  | Мэтт Уитни                    | 29 сентября 2021 | 1002        | 7.36                |
| Видео Кейси со спасательной операции на крыше становится вирусным. Мауч открывает небольшую бесплатную библиотеку в Пожарной части 51. Германн нарушает протокол. |            |                                                                  |                 |                               |                  |             |                     |
| 198 | 3          | «Считаешь свои вдохи» «Counting Your Breaths»                    | Хизер Каппиелло | Элизабет Шерман               | 6 октября 2021   | 1003        | 7.18                |
| 199 | 4          | «То, что нужно» «The Right Thing»                                | Стивен Крегг    | Майкл Гилвари & Андреа Ньюман | 13 октября 2021  | 1004        | 7.25                |
| 200 | 5          | «Двести» «Two Hundred»                                           | Реза Табризи    | Дерек Хаас                    | 20 октября 2021  | 1005        | 7.36                |
| 201 | 6          | «Мертвая зона» «Dead Zone»                                       | Мэтт Эрл Бисли  | Эшли Купер                    | 27 октября 2021  | 1006        | 6.80                |
| 202 | 7          | «Кого мне бояться?» «Whom Shall I Fear?»                         | Реза Табризи    | Виктор Теран                  | 3 ноября 2021    | 1007        | 7.00                |
| 203 | 8          | «Что произошло в Виски-Пойнт?» «What Happened at Whiskey Point?» | Стивен Крегг    | Майкл Гилвари & Андреа Ньюман | 10 ноября 2021   | 1008        | 6.63                |
| 204 | 9          | «Зимний фестиваль» «Winterfest»                                  | Неизвестно      | Неизвестно                    | 8 декабря 2021   | 1009        | 6.77                |
| 205 | 10         | «Назад с взрывом» «Back with a Bang»                             | Неизвестно      | Неизвестно                    | 5 января 2022    | 1010        | 7.15                |
| 206 | 11         | «Туман войны» «Fog of War»                                       | Неизвестно      | Неизвестно                    | 12 января 2022   | 1011        | 7.41                |
| 207 | 12         | «Демонстрация силы» «Show of Force»                              | Неизвестно      | Неизвестно                    | 19 января 2022   | 1012        | 7.27                |
| 208 | 13         | «Полицейский-пожарный» «Fire Cop»                                | Неизвестно      | Неизвестно                    | 23 февраля 2022  | 1013        | 6.83                |
| 209 | 14         | «Офицер с твердым духом» «An Officer With Grit»                  | Неизвестно      | Неизвестно                    | 2 марта 2022     | 1014        | 6.89                |
| 210 | 15         | «Недостающий Фрагмент» «The Missing Piece»                       | Неизвестно      | Неизвестно                    | 9 марта 2022     | 1015        | 7.14                |
| 211 | 16         | «Горячий и быстрый» «Hot and Fast»                               | Неизвестно      | Неизвестно                    | 16 марта 2022    | 1016        | 6.66                |
| 212 | 17         | «Держите себя в безопасности» «Keep You Safe»                    | Неизвестно      | Неизвестно                    | 6 апреля 2022    | 1017        | 7.39                |
| 213 | 18         | «Что внутри тебя?» «What's Inside You»                           | Неизвестно      | Неизвестно                    | 13 апреля 2022   | 1018        | 7.20                |
| 214 | 19         | «Заверши то, что ты начал» «Finish What You Started»             | Неизвестно      | Неизвестно                    | 20 апреля 2022   | 1019        | 7.21                |
| 215 | 20         | «На полпути к Луне» «Halfway to the Moon»                        | Неизвестно      | Неизвестно                    | 11 мая 2022      | 1020        | 6.78                |
| 216 | 21         | «Последний шанс» «Last Chance»                                   | Неизвестно      | Неизвестно                    | 18 мая 2022      | 1021        | 6.79                |
| 217 | 22         | «Великолепный город Чикаго» «The Magnificent City of Chicago»    | Неизвестно      | Неизвестно                    | 25 мая 2022      | 1022        | 7.03                |

## Производство

### Разработка
27 февраля 2020 года телеканал NBC продлил телесериал на десятый сезон.